# Joseph Alexander von Helfert

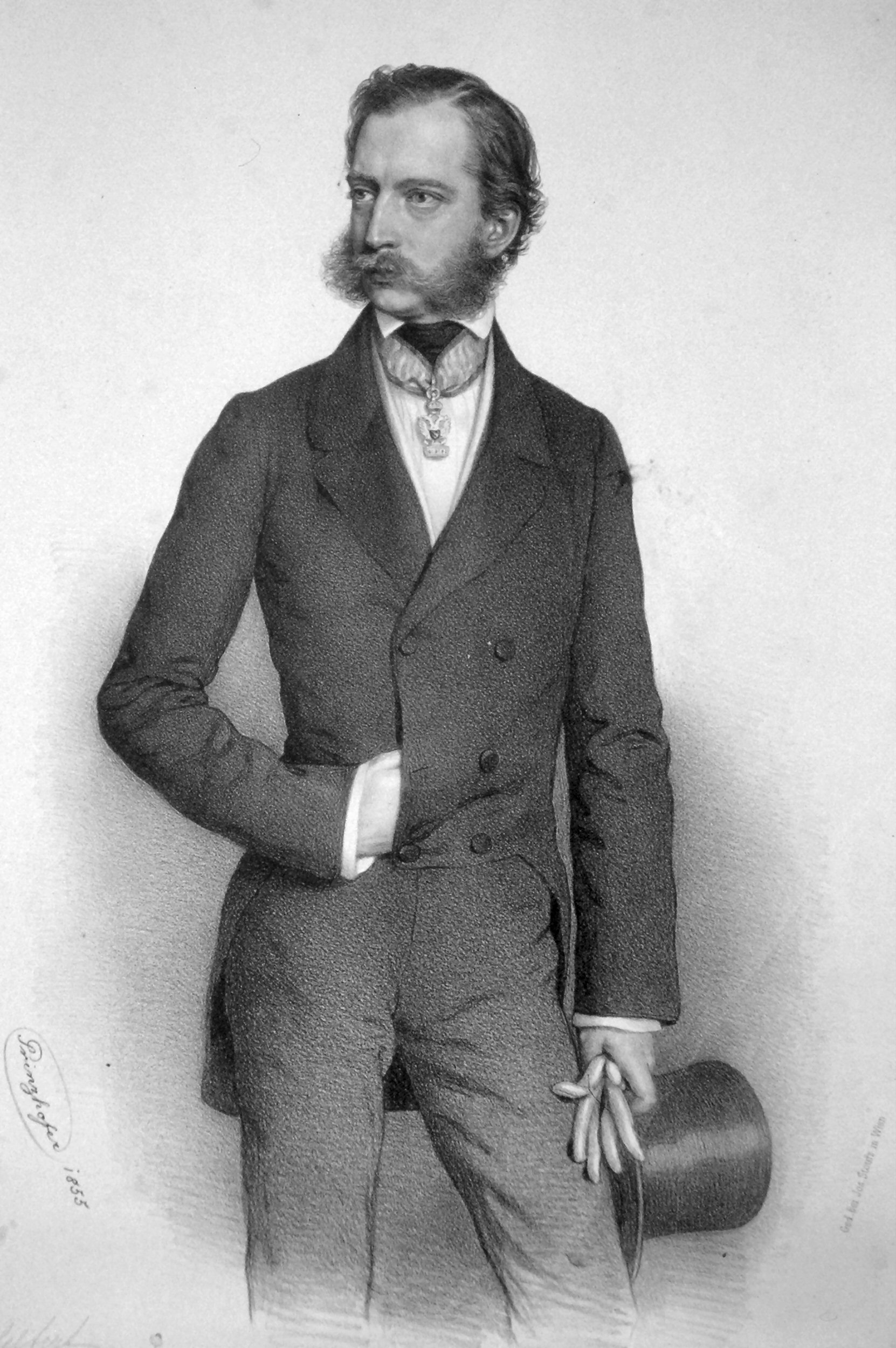
Joseph Alexander von Helfert

Joseph Alexander von Helfert  (Praga, 3 de noviembre de 1820 - Viena, 16 de marzo de 1910),  fue un político e historiador austriaco, distinguido con el título nobiliario de Freiherr von Helfert en 1854. Su destacada carrera abarcó tanto la esfera política como la académica.

## Biografía
Joseph Alexander Helfert era el hijo del jurista Joseph Helfert y su esposa Anna, nacida Schreiner. Entre 1848 y 1860, ocupó el cargo de subsecretario imperial y real en el Ministerio de Educación, y entre 1860 y 1861 fue Ministro de Educación. En estas funciones, abogó por la igualdad de derechos de las naciones en el sistema educativo dentro de la monarquía. El 18 de agosto de 1854, fue elevado al rango de barón austriaco al recibir la Orden de la Corona de Hierro de segunda clase en Viena. Desde 1881, fue miembro de la Cámara de los Señores.
Fue el fundador del Instituto de Investigación Histórica de Austria (1854) y, junto con Franz Martin Schindler, de la Sociedad Leo (1892), de la cual fue presidente hasta su fallecimiento. La Sociedad Leo, llamada así en honor al Papa León XIII, era una asociación destinada a promover el conocimiento católico.

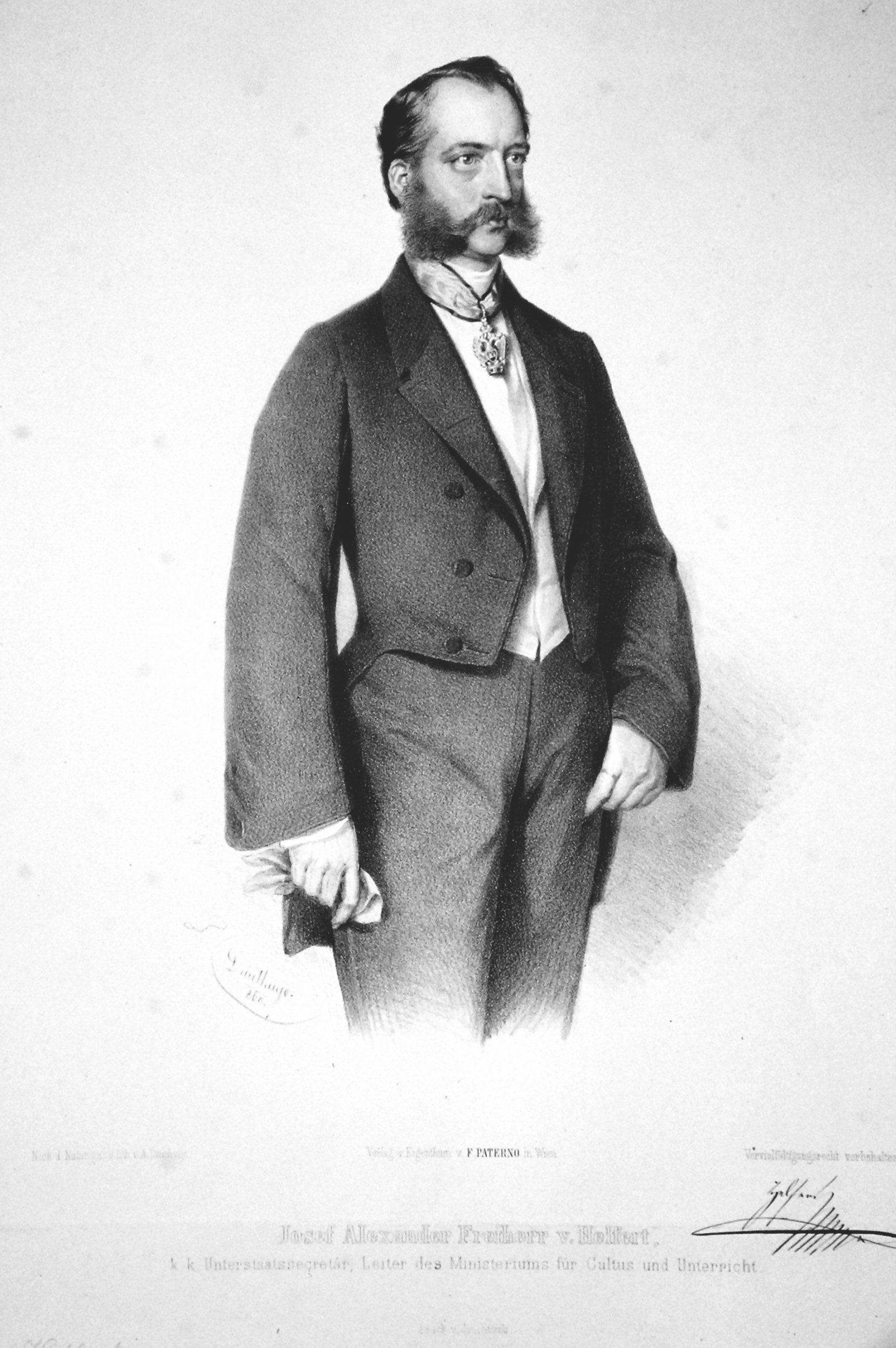
Lithographie de Joseph Alexander von Helfert por Adolf Dauthage, en 1860

Entre 1859 y 1861, Helfert fue vicepresidente de la Sociedad de Amigos de la Música, de 1859 a 1868 presidente de la Asociación de Antigüedades de Viena y de 1863 a 1910 presidente de la Comisión Central Imperial y Real para la Investigación y Conservación de Monumentos Arquitectónicos. Además de sus publicaciones en libros, también contribuyó con artículos históricos en la Wiener Zeitung. Helfert fue sepultado en el cementerio de Pottenstein en Bohemia.

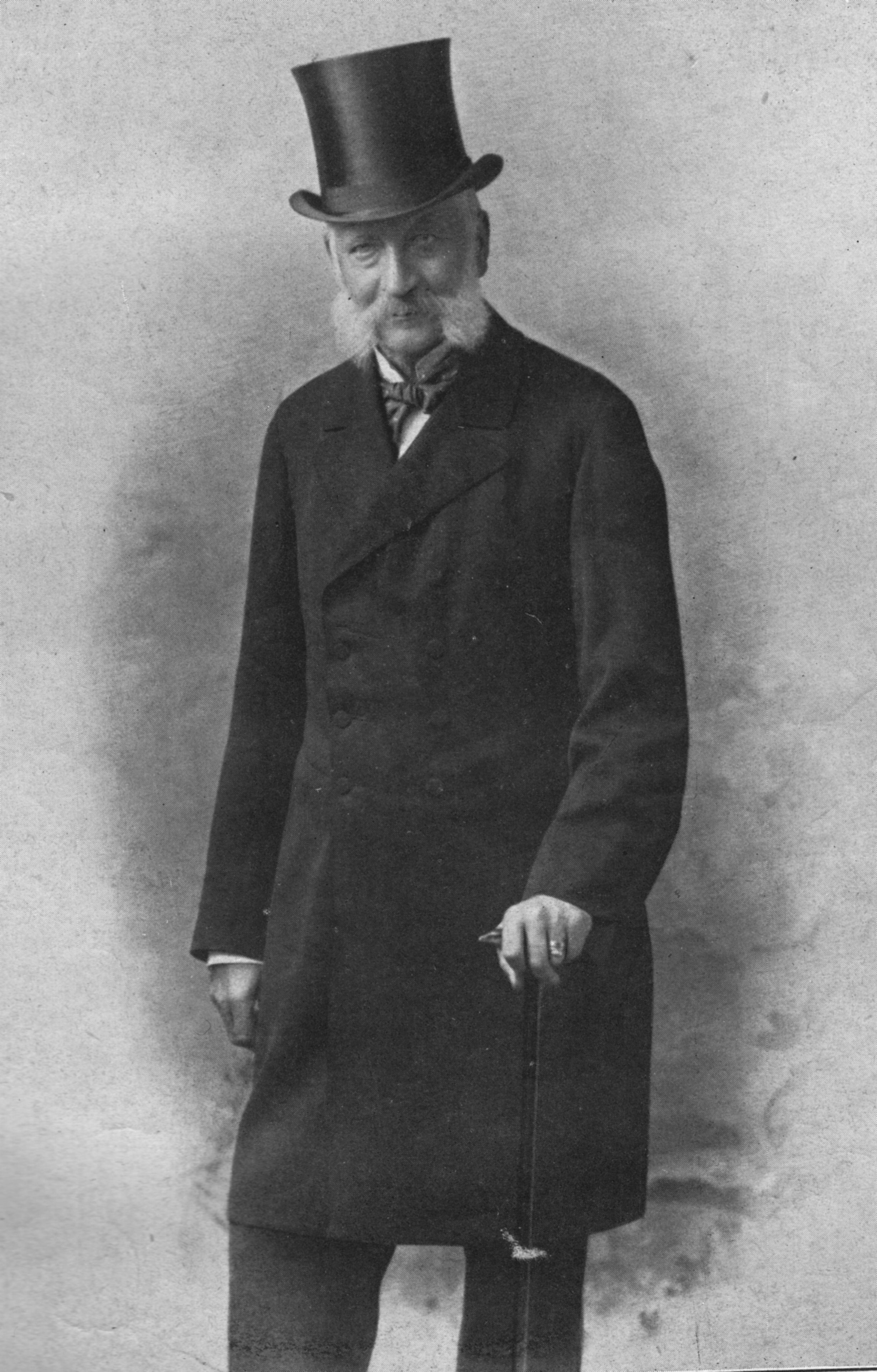
Joseph Alexander Freiherr von Helfert, en 1907

Helfert escribió textos narrativos y realizó traducciones del checo. Como historiador, se dedicó a la historia de Austria, centrándose especialmente en la Revolución de 1848.

## Reconocimientos
- 1854: Orden de la Corona de Hierro de segunda clase.[3]
- 1854: Elevación al título de barón.[4]
- 1861: Nombramiento como Consejero Secreto. [4]
- 1887: Gran Cruz de la Orden de Francisco José. [4]
- 1898: Orden de la Corona de Hierro de primera clase. [4]
- 1922: Nombramiento de la calle Helfertgasse en Viena-Meidling en honor a Joseph Alexander von Helfert.

## Escritos
- "Historia de Austria desde el final de la Revuelta de Octubre en Viena de 1848". 4 volúmenes, 1869–1886 (Volumen 1, Volumen 2, Volumen 3, Volumen 4/1, Volumen 4/2, Volumen 4/3 disponible como Google Book). (Digitalización)
- "El periodismo vienés en el año 1848". 1877 (Reimpresión 1977).
- "El Parnaso vienés en el año 1848". 1882 (Reimpresión 1977).
- En colaboración con Georg Emanuel Haas: "Mentiras históricas austríacas". 2ª edición. Paderborn 1897 (ULB Münster).
- "El periódico vienés en el año 1848". En: Número especial jubilar del periódico imperial vienés 1703–1903 (Suplemento del periódico imperial vienés), 8 de agosto de 1903, pág. 33–36.
- "Historia de la Revolución austriaca en relación con el movimiento de Europa Central de 1848/49". 2 volúmenes, 1907–1909.

## Literatura
- Constantin von Wurzbach: Helfert, Joseph Alexander Freiherr. En: Biographisches Lexikon des Kaiserthums Oesterreich. 8. Parte. Imprenta Imperial y Real, Viena 1862, p. 254–257 (Digitalización).
- Joseph Alexander Freiherr von Helfert: Die Helfert. En: Die Kultur. Volumen 11, Viena 1909, p. 146–149.
- Josef Hlawacek: Josef Alexander Helfert. Su juventud y su actividad política hasta su nombramiento como Subsecretario de Estado con especial atención al problema alemán-checo. Universidad de Viena, Tesis doctoral, Viena 1936.
- Franz Pisecky: Josef Alexander Frh. v. Helfert como político e historiador. Universidad de Viena, Tesis doctoral, Viena 1949.
- Helfert, Joseph Alexander Frh. von; seudónimo Guido Alexis. En: Österreichisches Biographisches Lexikon 1815–1950 (ÖBL). Volumen 2, Editorial de la Academia de Ciencias de Austria, Viena 1959, p. 256 f. (Enlaces directos a p. 256, p. 257).
- Helga Koller: La posición de Frh. Josef Alex. von Helfert sobre los problemas principales de la monarquía. Universidad de Viena, Tesis doctoral, Viena 1962.
- Erika Weinzierl: Helfert, Joseph Freiherr von. En: Neue Deutsche Biographie (NDB). Volumen 8, Duncker & Humblot, Berlín 1969, ISBN 3-428-00189-3, p. 469 (Digitalización).
- Freiherr von Helfert †. En: Wiener Zeitung, 16 de marzo de 1910, Suplemento Wiener Abendpost, p. 5.